# Leon Majman

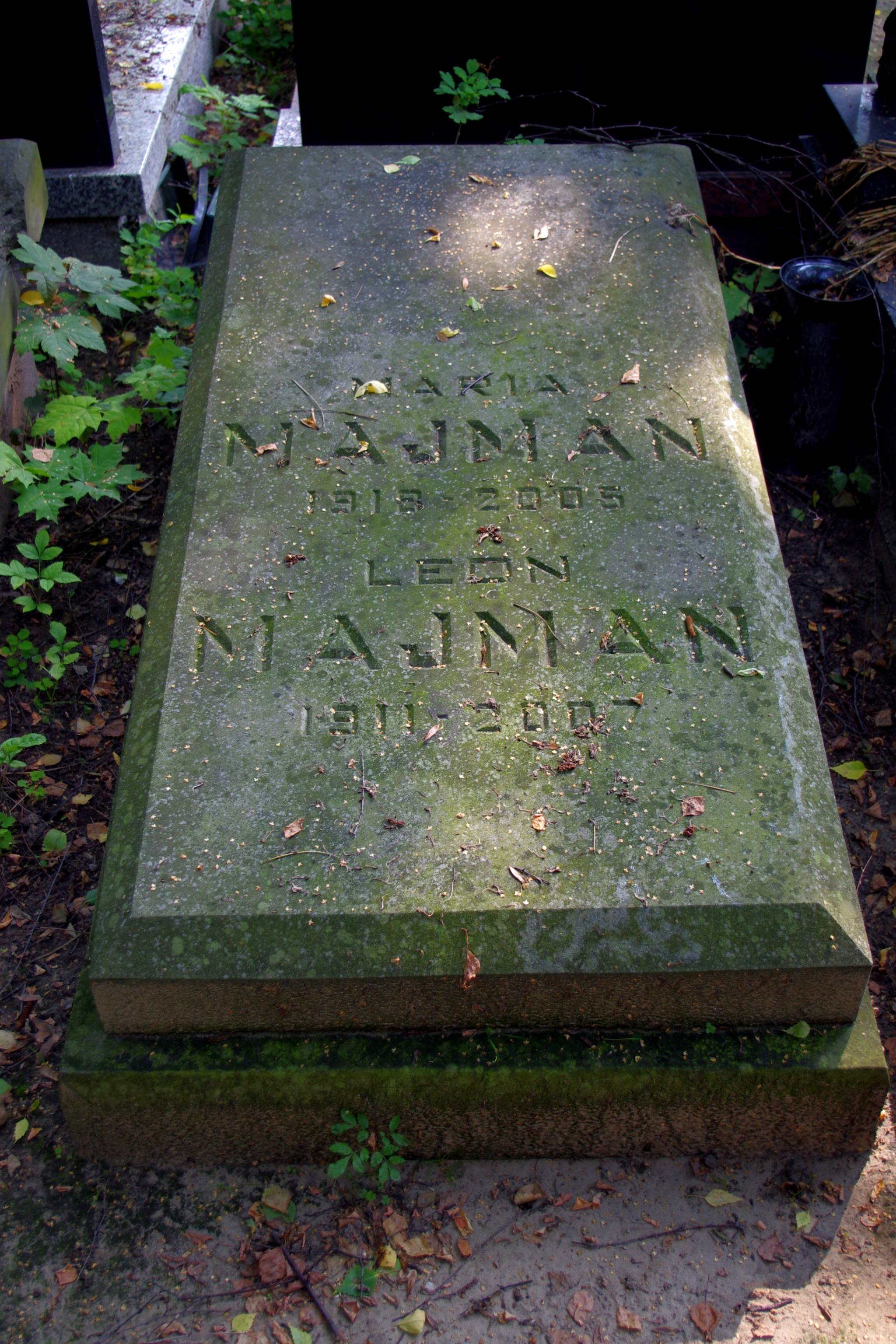
Grób działacza robotniczego Leona Majmana (1911-2007) na cmentarzu reformowanym przy ul. Żytniej w Warszawie

Leon Majman (ur. 1 maja 1911, zm. 2 października 2007) – polski dyplomata, działacz robotniczy, sekretarz warszawskiej Lewicy Związkowej, więzień polityczny. Działał wśród młodzieży robotniczej warszawskich dzielnic proletariackich : Bródno, Powązki, Praga i wśród bezrobotnej biedoty Annopolu i Pelcowizny. Organizator strajków ekonomicznych. 
Podczas wojny po rozkazie płk. Romana Umiastowskiego znalazł się na kresach. Wywieziony do kopalń Uralu. Do kraju powrócił w 1946 r.
Ukończył Szkołę Główną Służby Zagranicznej w Warszawie. Pełnił misję dyplomatyczną między innymi na placówkach w Czechosłowacji, Chinach, Korei i Mongolii, uczestniczył w dyplomatycznych inicjatywach na rzecz pokoju w Wietnamie, oraz normalizacji stosunków amerykańsko-chińskich.  
Pochowany na warszawskim Cmentarzu Ewangelicko-Reformowanym (kwatera T-2-2).

## Odznaczenia
- Krzyż Komandorski Orderu Odrodzenia Polski
- Krzyż Oficerski Orderu Odrodzenia Polski
- Złoty Krzyż Zasługi (1953)[2]
- Medal 10-lecia Polski Ludowej (1955)[3]
- Medal im. Ludwika Waryńskiego (1987)[4]